# Michael Grubert
Michael Grubert (* 25. September 1959 in Jakarta) ist ein deutscher Jurist und Kommunalpolitiker (SPD). Er war von 2009 bis 2025 Bürgermeister der Gemeinde Kleinmachnow.

## Leben und Wirken
Michael Grubert wurde 1959 in der indonesischen Hauptstadt Jakarta als Sohn eines weltweit tätigen Mitarbeiters der Firma Bosch geboren. Nach weiteren Auslandsaufenthalten, eingeschult wurde Grubert im südafrikanischen Kapstadt, kam er nach Deutschland. Seine weitere Schullaufbahn absolvierte er in den Städten Stuttgart, Dortmund und Berlin. Nach dem Abitur studierte Grubert Jura und Politologie in Berlin. Während der Studienzeit trat er 1983 in die SPD ein. Nach dem Studienabschluss arbeitete Michael Grubert zunächst als Rechtsanwalt und von 1989 bis 1991 in einer Berliner Hausverwaltung. Anschließend übernahm er die Geschäftsführung der Gemeindlichen Wohnungsgesellschaft Kleinmachnow (Gewog).
Nachdem der bisherige Bürgermeister Wolfgang Blasig im Dezember 2008 zum neuen Landrat des Landkreises Potsdam-Mittelmark gewählt worden war, den Posten übernahm er am 16. Februar 2009, trat Grubert als Kandidat der SPD zur Wahl an. Nachdem er im ersten Wahlgang etwas über 25 Prozent der Stimmen auf sich vereinigen konnte, sicherte er sich in der Stichwahl am 29. März 2009 gegen Klaus-Jürgen Warnick von Die Linke die absolute Mehrheit und wurde für acht Jahre als hauptamtlicher Bürgermeister gewählt. Am 27. November 2016 wurde Grubert wiederum zum Bürgermeister von Kleinmachnow gewählt. Er erhielt 57,8 % der Stimmen und setzte sich damit gegen die von CDU und FDP unterstützte Gegenkandidatin Uda Bastians durch. Grubert wurde am 7. April 2025 als Bürgermeister von Bodo Krause (CDU) abgelöst.
Michael Grubert ist verheiratet. Er hat vier Kinder und wohnt seit 1996 in Kleinmachnow.